# Levacetylmethadol
Levacetylmethadol (INN), levomethadyl acetate (USAN), OrLAAM (tên thương mại) hoặc levo-α-acetylmethadol (LAAM)  là một loại opioid tổng hợp có cấu trúc tương tự methadone. Nó có thời gian tác dụng dài do các chất chuyển hóa hoạt động của nó. Nó đã được phê duyệt vào năm 1993 bởi Cục Quản lý Thực phẩm và Dược phẩm Hoa Kỳ để sử dụng trong điều trị phụ thuộc opioid. Năm 2001, levacetylmethadol đã bị loại khỏi thị trường châu Âu do các báo cáo về rối loạn nhịp thất đe dọa tính mạng. Năm 2003, Roxane Lab Laboratory, Inc. đã ngừng Orlaam ở Mỹ.

## Chỉ định
LAAM được chỉ định là phương pháp điều trị bậc hai trong điều trị và kiểm soát sự phụ thuộc opioid nếu bệnh nhân không đáp ứng với các thuốc như methadone hoặc buprenorphin. Trước tháng 8 năm 1993, LAAM được phân loại là một loại thuốc I ở Hoa Kỳ. LAAM không được chấp thuận sử dụng tại Úc và Canada. Hiện tại, nó là một chất được kiểm soát ma túy Bảng II ở Hoa Kỳ với DEA ACSCN là 9648 và hạn ngạch sản xuất hàng năm tổng hợp quốc gia là 4 gram vào năm 2013.

## Hóa học và dược lý
Levacetylmethadyl hoạt động như một chất chủ vận thụ thể mu-opioid. Nó cũng hoạt động như một mạnh, không cạnh tranh α 3 β 4 tế bào thần kinh nicotinic acetylcholine thụ thể đối vận.
Levomethadyl acetate là đồng phân levo của α-methadyl acetate. Đồng phân dextro, d - alphacetylmethadol, mạnh hơn nhưng tác dụng ngắn hơn. Đồng phân levo cũng ít độc hơn với LD50 ở chuột 110   mg/kg sc và 172,8   mg/kg uống trái ngược với LD50 s là 61   mg/kg sc và 118,3   mg/kg uống đối với dl -α-methadyl acetate. Nó có điểm nóng chảy là 215 °C và trọng lượng phân tử là 353,50. β-methadyl acetate cũng tồn tại, tuy nhiên nó độc hại và ít hoạt động hơn so với α-methadyl acetate và không được sử dụng trong y tế hiện nay.
Levomethadyl acetate trải qua quá trình chuyển hóa lần đầu tiên rộng rãi thành chất chuyển hóa demethylated hoạt động nor-LAAM, tiếp tục được demethyl hóa thành chất chuyển hóa hoạt động thứ hai, dinor-LAAM. Các chất chuyển hóa này mạnh hơn thuốc mẹ.

## Liều dùng
LAAM được sử dụng như một dung dịch uống levomethadyl acetate hydroclorua ở nồng độ 10  mg/mL trong chai 120 và 500 mL dưới tên thương hiệu Orlaam. Liều LAAM đầu tiên cho những bệnh nhân chưa bắt đầu điều trị bằng methadone là 20–40 mg. Liều đầu tiên cho những bệnh nhân đã sử dụng methadone sẽ cao hơn một chút so với lượng methadone được uống mỗi ngày, nhưng không quá 120   mg. Sau đó, liều lượng có thể được điều chỉnh khi cần thiết. Không giống như methadone, đòi hỏi quản trị hàng ngày, LAAM được quản lý hai đến ba lần một tuần.